# Rosa e Azul (Renoir)
Rosa e Azul (alternativamente intitulada As Meninas Cahen d’Anvers) é uma célebre pintura a óleo sobre tela do artista impressionista francês Pierre-Auguste Renoir. Produzida em Paris no ano de 1881, a obra retrata as irmãs Alice e Elisabeth, filhas do banqueiro judeu Louis Raphael Cahen d’Anvers. É considerada um dos mais populares ícones da coleção do Museu de Arte de São Paulo, onde se encontra conservada desde 1952.

## Alice e Elisabeth Cahen d’Anvers
Renoir retratou as duas filhas do banqueiro Louis Raphael Cahen d’Anvers, a loira Elisabeth, nascida em dezembro de 1874, e a mais nova, Alice, em fevereiro de 1876, quando tinham respectivamente seis e cinco anos de idade. O artista realizou vários retratos para as famílias da comunidade judaica da época, e Louis Cahen d’Anvers, casado com a italiana Louise Morpurgo, de uma rica família de Trieste, era um dos mais abastados.

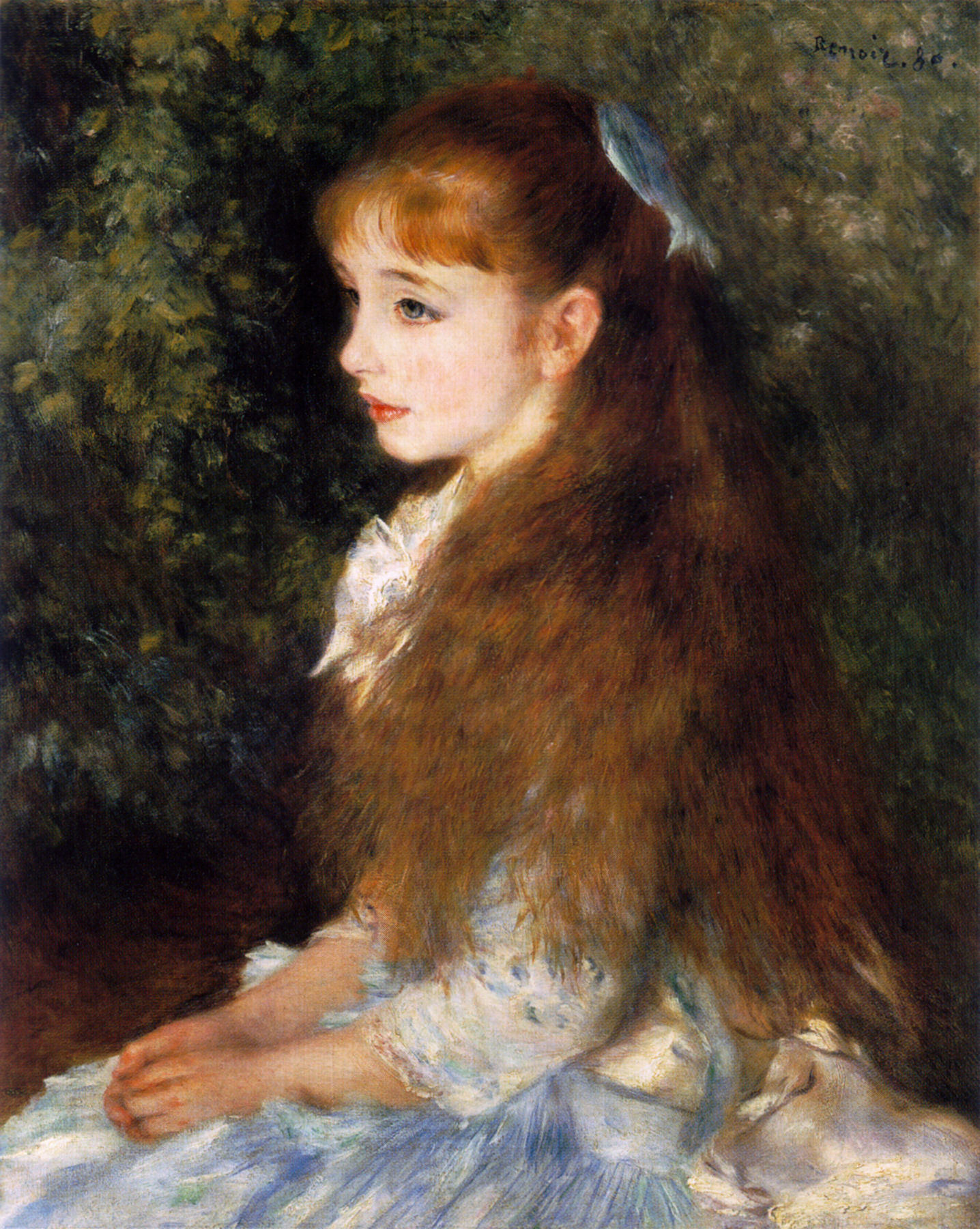
Irene Cahen d'Anvers, retratada por Renoir. Coleção Sammlung E.G. Bührle, Zurique.

Renoir foi contratado para fazer vários retratos desta família, que conheceu por meio do colecionador Charles Ephrussi (amante oficial de Louise Morpurgo, mãe das meninas), diretor da Gazette des Beaux-Arts, e a ideia, a princípio, era fazer retratos individuais de cada filha. O pintor chegou a retratar a filha mais velha do casal, Irene, em obra hoje conservada na coleção E. G. Buhrle, em Zurique. Posteriormente, a família decidiu que as outras duas irmãs apareceriam juntas.
Teria havido várias sessões de pose das meninas, conforme relata Camesasca, até o final de fevereiro de 1881, após o que Renoir seguiu para Argel. Ainda segundo o mesmo autor, citando agora Jullian, “decênios depois, a menor das modelos, então Lady por ter casado com o general Townsend of Kut, relembraria que o tédio das sessões era compensado pelo prazer de vestir o elegante vestido de renda”.
Alice viveu até os 89 anos e morreu em Nice, em 1965. Elisabeth teve um destino trágico. Divorciada do primeiro marido, o diplomata e conde Jean de Forceville, casou-se com Alfred Émile Denfert Rochereau, de quem também se divorciou. Em 1987, por ocasião da exposição de obras do MASP na Fondation Pierre Gianadda, em Martigny, Suíça, o sobrinho de Elisabeth, Jean de Monbrison, escreveu ao museu relatando seu triste fim: ela se convertera ainda jovem ao catolicismo, sendo mesmo assim enviada para Auschwitz, devido à sua origem judaica, e morreu a caminho do campo de concentração, em março de 1944, aos 69 anos.

## O retrato
A obra foi realizada no número 66 da avenue Montaigne, em Paris, onde os Cahen d’Anvers habitavam desde 1873. Foram necessárias inúmeras sessões de minucioso trabalho até que o retrato estivesse completo. Em 4 de março de 1881, Renoir escreveria para Théodore Duret:
| “ | Parti imediatamente após terminar o retrato das meninas Cahen, tão cansado que nem lhe sei dizer se a pintura é boa ou ruim. | ” |

Os dois retratos feitos das filhas do casal Cahen participaram do Salon de 1881. Mesmo assim, o retrato das meninas aparentemente não foi do agrado da família que, além de ter demorado quase um ano para pagar ao artista a soma relativamente módica de 1500 francos, relegou a obra à área da casa habitada pelos empregados. No início do século XX, seguindo uma informação dada pelo próprio Renoir, os marchands Bernheim-Jeune descobriram a obra, aparentemente esquecida, no sexto andar de uma casa da avenida Foch, em Paris.
O título mais popular dessa obra, que se refere às cores dos vestidos das meninas, data de 1900, quando esteve exposta na galeria Bernheim-Jeune, na capital francesa, e, segundo Camesasca, "tem relação com a verdadeira natureza da obra, com a variação das duas cores em tom pastel, dispostas desde os vestidos até a carnação, que sobressaem pela opulenta coloração das cortinas e do tapete."
Nas palavras de Eugênia Gorini Esmeraldo, o retrato das meninas Cahen remete o espectador aos "imponentes retratos de corpo inteiro pintados por Van Dyck no século XVII, em que o artista transmite com as cores e a delicadeza de tonalidades todo o frescor e a candura da infância. As meninas quase se materializam diante do observador, a de azul com seu ar vaidoso, e a de rosa com um certo enfado, quase beirando as lágrimas."
Perfiladas um pouco nervosamente diante de uma pesada cortina de cor de vinho, aberta para revelar um interior opulento, as duas meninas, impecavelmente penteadas e vestidas, seguram a mão uma da outra para maior segurança. Usando vestidos de festa idênticos, com fitas, faixas e meias combinando e os cabelos escovados em franjas perfeitas, Alice, cinco anos de idade, à esquerda, olha para o espectador como se estivesse para se desmanchar em lágrimas, enquanto a irmã maior, Elisabeth, de seis anos, parece um pouco mais confortável enquanto posa.
Em um aposento banhado pela luz natural, Renoir aborda de perto suas jovens modelos, a mais velha em ligeiro contraposto, animando uma representação que, de outra maneira, poderia parecer estática. Seu manejo da pintura, sempre virtuosístico e seguro, cria uma variedade de superfícies, acompanhando os materiais retratados. Assim, o toque de Renoir é suave e lustroso ao pintar o cabelo, faixas e meias, é incrustado, como uma jóia, nos franzidos e dobras dos vestidos de cetim, cujas rendas brancas são construídas com uma certa quantia de amarelo e assume um aspecto de porcelana na construção das faces e das mãos das meninas, desenhadas, segundo Bailey, "com extraordinário cuidado, mas nem por isso menos animadas".

## Proveniência
A obra, produzida por encomenda de Louis-Raphael Cahen d'Anvers, pertenceu à coleção particular de sua família, em Paris. Foi redescoberta, aparentemente abandonada, em um apartamento na capital francesa, no ano de 1900, pelos marchands Bernheim-Jeune, passando a compor o acervo da Galeria Bernheim-Jeune et Fils, também em Paris. Em seguida, a obra integraria a coleção privada de Gaston Bernheim de Villers, na cidade de Monte Carlo, em Mônaco. Posteriormente, o retrato foi vendido ao colecionador norte-americano Sam Salz Daber, que o manteve em sua residência em Nova York. Posta em leilão na Galeria Wildenstein de Nova York em 1952, a obra foi adquirida em 7 de julho deste mesmo ano pelo Museu de Arte de São Paulo, com recursos doados pelo fundador do museu, Assis Chateaubriand.

### Exposições
Considerado por alguns historiadores como um dos mais emblemáticos retratos produzidos por Renoir, Rosa e Azul esteve presente em um grande número de exposições ao longo do século XX. Além de sua já mencionada participação no Salon de Paris de 1881 e de sua exibição pública na galeria parisiense Bernheim-Jeune entre os anos de 1900 e 1913, Rosa e Azul figurou na mostra itinerante Art français du XIX siècle, sediada no Museo Nacional de Bellas Artes de Buenos Aires, em 1939, e no Museu Nacional de Belas Artes do Rio de Janeiro e Museo Nacional de Bellas Artes de Santiago, em 1940. Após sua aquisição pelo MASP, a obra participou de diversas mostras em instituições européias, asiáticas e norte-americanas, como a Tate Gallery de Londres (1954), o Grand Palais em Paris (1985), o Museu de Belas Artes de Boston (1985), o Rijksmuseum de Amsterdam (1989), e o Museu Nacional de Arte Ocidental, em Tóquio (1990), além de uma série de apresentações em galerias particulares da Alemanha, Itália e Reino Unido.

## Representações na cultura popular
Em 1989, o quadrinista Maurício de Sousa também fez uma reinterpretação de As Meninas Cahen d’Anvers, intitulada Magali e Mônica de Rosa e Azul, onde as populares personagens dos quadrinhos infantis aparecem ocupando o lugar de Alice e Elisabeth na pintura. A ideia seria futuramente aprimorada e ampliada por Maurício de Sousa, resultando em uma exposição e na publicação do livro História em Quadrões, com paródias de diversas obras famosas.